# Josef Krips
Josef Alois Krips, född 8 april 1902 i Wien, död 13 oktober 1974 i Genève, var en österrikisk dirigent. 

## Biografi
Krips var elev till Felix Weingartner och Eusebius Mandyczewski. Från 1921 till 1924 tjänstgjorde han som Weingartners assistant på Wiener Volksoper samt som repetitör och kormästare. Han dirigerade flera orkestrar, bland annat i Karlsruhe från 1926 till 1933. 1933 återvände han till Wien och dirigerade på Wiener Staatsoper. 1935 utnämndes han till professor vid Akademie der bildenden Künste Wien  och dirigerade regelbundet på Festspelen i Salzburg mellan 1935 och 1938.
Efter att nazisterna hade annekterar Österrike 1938 tvingades Krips lämna landet. (Han var katolik men fadern var född jude). Krips flyttade till Belgrad, där han arbetade på Belgradoperan.
Efter kriget återvände han till Österrike och var en av de få dirigenter som tilläts utöva sitt yrke, då han inte hade samarbetat med nazisterna. Han var den första som fick dirigera Wienerfilharmonikerna och Salzburgorkestern. Tillsammans med Clemens Krauss och Karl Böhm hjälpte Krips till att återställa Wiener Staatsoper och Wienerfilharmonikerna till deras forna glans.
Krips avled 72 gammal i Genève 1974. Dödsorsaken var lungcancer.